# Vseslav
Vseslav, född 1039, död 1101, var regerande furste av Polotsk 1044-1101. Han var regerande storfurste av Kiev mellan 1068 och 1069. 